# Мютесариф
Мютесариф е окръжен управител в Османската империя. Титлата се е давала на християнин или мюсюлманин, които управлява санджак от 18 век насетне с масовото създаване на чифлици по това време. Мютесарифът е събирач на данъци за османската хазна и е своеобразен притежател и владелец по места на рекабето. 
В миналото е наричан санджакбей. Подчинен е на бейлербей, подчинен му е каймакам.